# 尤利乌斯·纽兰德

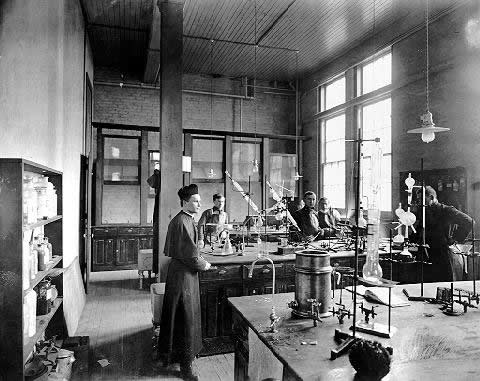
在实验室里的尤利乌斯·纽兰德

尤利乌斯·阿瑟·纽兰德（Julius Arthur Nieuwland，1878年2月14日—1936年6月11日），比利时內弗勒出生的美国化学家。圣十字传教团牧师和圣母大学化学和植物学教授。其主要贡献为乙炔的化学反应研究，并在这一研究基础上指导了第一种大量生产的合成橡胶-氯丁橡胶的合成。

## 早年和植物学研究
1878年纽兰德出生于比利时东弗拉芒省根特附近的汉斯贝克（Hansbece）。1880年纽兰德的父母带着年仅两岁的他移居到美国印第安纳州的南本德。1892年他加入圣十字教团，后进入处于当地的圣母大学就读，学习拉丁语和希腊语。 1899年本科毕业后，开始进修成为神职人员。1903年他在詹姆斯·吉本斯枢机主持下受戒成为牧师。随后进入美国天主教大学的研究生院。在植物学家爱德华德·李·格里纳（Edward Lee Greene）的指导下学习植物学。
1904年纽兰德取得博士学位之后，回到圣母大学担任植物学教授。1911年他在圣母大学取得科学博士学位。1918年他改任有机化学教授一直到他去世。在担任植物学教授时，他进行了大量的当地植物标本收集工作，建立植物实验室，讲授当时美国还少有开设的植物解剖课程，并创立美国中部自然学者（American Midland Naturalist）这一期刊，对美国中西部特有的植物物种进行介绍。

## 对乙炔和催化剂的研究

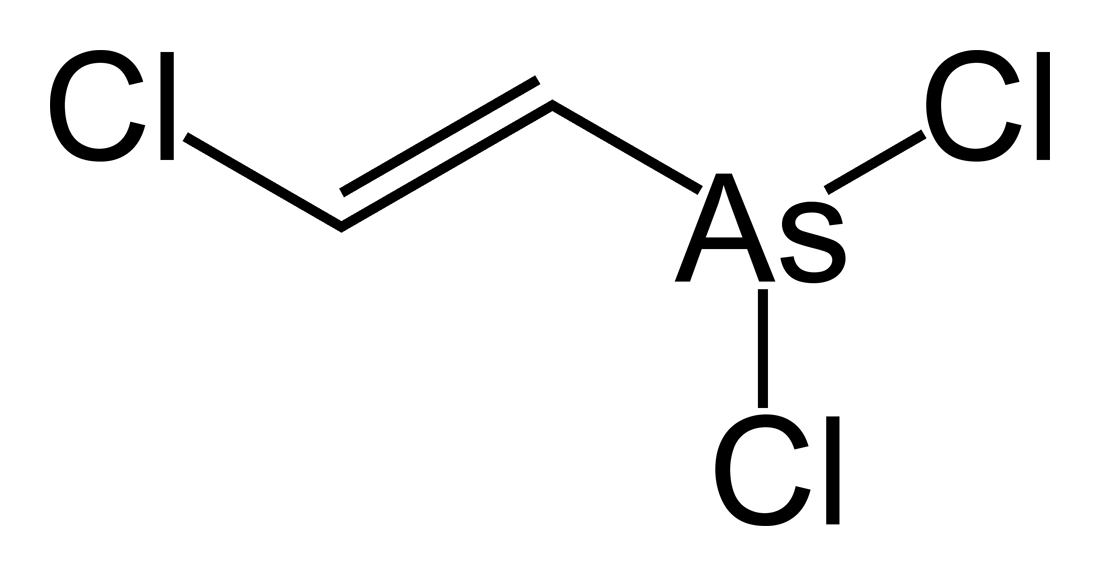
路易斯毒气的结构

纽兰德在植物学学习的同时也进行化学研究，主要的研究内容为乙炔的化学反应。在研究过程中，他发现在氯化汞的盐酸溶液中三氯化砷与乙炔可以发生加成反应，产生一种新化合物二乙烯基二甲胂基氯，但该化合物有很强毒性，这使得纽兰德放弃了对其的进一步研究。1918年受军方之命研究化学武器和毒气的文福德·李·路易斯（Winford Lee Lewis）发现了纽兰德的博士论文《乙炔的一些化学反应》，将该化合物用于制造毒气，即路易斯毒气。
在圣母大学任教的纽兰德继续进行乙炔的研究。1906年起他发现乙炔气体通过氯化铜和卤代烃的混合物会发生化学反应，但是产物十分的不稳定，始终无法提取。直到十四年后，纽兰德通过改变混合物配比，发明了由氯化亚铜、氯化铵和盐酸配成的酸性溶液组成的纽兰德催化剂，成功的合成了乙烯基乙炔和二乙烯基乙炔。将乙炔与氢氰酸在此催化体系中反应可得到丙烯腈。
1925年底纽兰德结识杜邦公司的化学家埃尔默·博尔顿，开始作为杜邦公司的研究顾问，将自己的催化剂用于合成橡胶的研发过程。1928年起在纽兰德的建议和华莱士·卡罗瑟斯的领导下，研究小组由乙炔得到了合成氯丁橡胶的原料2-氯-1，3-丁二烯（即氯丁二烯），并聚合成了氯丁橡胶。1932年杜邦公司正式将氯丁橡胶投入市场，商品名为duprene，使得氯丁橡胶成为第一种大量生产的合成橡胶。但无论是纽兰德和卡罗泽斯都没有活着看到氯丁橡胶在二战中的大量应用。

## 晚年荣誉与身后事
1932年纽兰德因对乙炔的研究获得莫尔黑德奖章。1935年又荣获孟德尔奖及美国化学会最高荣誉尼科尔斯奖。1936年纽兰德在美国天主教大学的化学实验室里心脏病突发去世。他的主要著作有去世后出版的《乙炔化学》（1945）。1996年纽兰德入选国家发明家名人堂（National Inventor Hall of Fame）
拍摄于1940年的电影《克努特·罗克尼》（Knute Rockne，All Americans）重现了纽兰德生活中的一个场景。艾尔伯特·巴塞尔曼（Albert Bassermann）扮演的纽兰德牧师试图说服克努特·罗克尼成为一个化学家而不是橄榄球教练，罗克尼后来成了美国历史上最伟大的橄榄球教练之一。